# Пелистерски очи
Пелистерските очи (на македонска литературна норма: Пелистерски Очи) са две ледникови езера в планината Баба (Пелистер), Северна Македония. Назовани са така поради бистротата на водата и формата им, когато са гледано от високо. Наричани са също и Горски очи.
Намират се на територията на Националния парк „Пелистер“.
Наричат ги Големо и Мало езеро. Големото езеро се намира на надморска височина от 2218 m, дълго е 226 m, широко 175 m и с дълбочина 14,5 m, като нивото и обемът варират всяка година в зависимост от валежите от сняг, дъждовете и температурата. То е най-дълбокото високопланинско езеро в страната, а по надморска височина е сред първите.
Малото езеро се намира на надморска височина от 2180 m, дълго е 79 m и широко 162 m и дълбоко 2,6 m.
Големото и Малото езеро са отдалечени помежду си на около 45 минути ходене пеша.
Край Големото езеро има хижа с капацитет от 50 – 100 легла.